# Доброволчески боен корпус
Доброволчески боен корпус (на японски: 国民義勇戦闘隊) представлява въоръжени граждански отряди, организирани през 1945 г. в Японската империя като последна защитна линия („Последна битка“, 決号作戦) срещу очакваната съюзническа инвазия на главните японски острови (операция „Падение“) в края на Втората световна война.
Техен ръководител е генерал Коисо Куниаки.

## Развитие

### Доброволчески корпус
През март 1945 г., министър-председателят Коисо Куниаки прокарва закон, създаващ невъоръжени отряди за отбрана, наречени „Доброволчески корпус“ (国民義勇隊). Той е подкрепен от Тайсей Йокусанкай, Тонаригуми и Великояпонската младежка партия. Първите отряди са създадени през юни 1945 г. Тяхната дейност включва противопожарна дейност, производство на храна и съдействие при евакуация. Всички мъже между 12 и 65 години и жени между 12 и 45 години са задължени да участват. Те получават подготовка по първа помощ и противопожарна дейност.

### Реорганизация в опълчение
През април 1945 г., японското правителство реорганизира доброволческия корпус в опълчение. През юни е прокаран специален закон за наборна служба, и преименува доброволческия корпус на „Доброволчески боен корпус“ (国民義勇戦闘隊). Това се налага заради предполагаемата съюзническа инвазия на главните японски острови. Губернаторите на префектурите вече разполагат с правомощия да набират всички мъже между 15 и 60 години и всички неомъжени жени между 17 и 40 години. За командири се назначават резервисти или пенсионирани военни с опит в боравенето с оръжия. Организира се военна подготовка, въпреки че доброволците получават помощни задачи като строителство, транспорт и разпределяне на хранителните дажби. Бойният корпус е замислен като главен резерв на японската армия, които да дадат отпор на вражеските сили. След инвазията корпусът трябва да започне партизанска война в градовете, горите и планините.

### Личен състав
В края на юни 1945 г., около 28 000 000 мъже и жени са класифицирани като „годни за бой“, но само 2 000 000 души от тях са свикани (макар да нямат нужния боен опит) заради капитулацията на Япония преди инвазията на главните острови. Битката за Окинава се случва преди създаването на бойния корпус, а на този етап липсата на въоръжение налага да се използват мечове и бамбукови копия. На главните острови корпусът никога не влиза в бой, освен в южната част на остров Сахалин (Карафуто).
Доброволческият боен корпус е разпуснат по заповед на американските окупационни власти.